# Juan Valdez
Juan Valdez é um personagem fictício que aparece em anúncios da Federação Nacional de Cafeteiros da Colômbia desde 1958, representando um cafeicultor colombiano. Os anúncios foram desenhados pela agência de publicidade Doyle Dane Bernbach, com o objetivo de distinguir o café 100% colombiano do café misturado com grãos de outros países. Ele normalmente aparece com sua mula Conchita, carregando sacos de grãos de café colhidos. Ele se tornou um ícone para a Colômbia, assim como para o café em geral, e a aparência icônica de Juan Valdez é frequentemente imitada ou parodiada na televisão e em outras mídias.
O personagem Juan Valdez é usado como uma marca de ingrediente, para denotar especificamente grãos de café que são cultivados e colhidos apenas na Colômbia. Parte da campanha publicitária inclui convencer os consumidores de que existem benefícios específicos dos grãos de café cultivados e colhidos na Colômbia, "incluindo como os componentes do solo, altitude, variedades e métodos de colheita criam bom sabor". A Federação Nacional dos Cafeitores da Colômbia pertence e é inteiramente controlada pelos cafeicultores colombianos (cafeteros), que somam mais de quinhentas mil pessoas.

## História
Juan Valdez foi projetado pelo fundador da publicidade da DDB, William Bernbach, em 1958 para promover o café nos Estados Unidos. Juan Valdez foi inicialmente interpretado por um ator cubano, José F. Duval, em anúncios impressos e na televisão até 1969. José Duval morreu em 1993 aos 72 anos.
Juan Valdez foi encarnado por Carlos Sánchez desde 1969 e dublado por Norman Rose. Sánchez interpretou Valdez em uma breve sequência no filme de comédia de 2003 Bruce Almighty. Em 2006, Sánchez anunciou sua aposentadoria, e Carlos Castañeda, um produtor da cidade de Andes, Antioquia, foi selecionado pela Federação Nacional de Cafeteiros da Colômbia como o novo rosto de Juan Valdez.

## Marca
Havia 238 cafeterias Juan Valdez em 2013, 135 na Colômbia e 35 lojas em outros países. O café da marca Juan Valdez está disponível no Paraguai, Chile, Costa Rica, Aruba, Equador, El Salvador, Panamá, Espanha, Kuwait, Alemanha e Estados Unidos em supermercados e cafeterias Juan Valdez.

## Controvérsias
O nome "Juan Valdez" não é de forma alguma único, pois tanto Juan quanto Valdez são nomes comuns na língua espanhola e possivelmente existem milhares de homens com esse nome vivos hoje (embora o nome Valdez seja pouco conhecido nas regiões cafeeiras da Colômbia); isso se tornou relevante em um processo de 2006 sobre a frase "Juan Valdez bebe café de Costa Rica".
A Federação Nacional de Cafeiteiros da Colômbia processou o cartunista Mike Peters, criador de Mother Goose & Grimm, por um desenho falando sobre Juan Valdez e o café colombiano em janeiro de 2009. Em uma série de uma semana tirando sarro de vários produtos comerciais, ele fez referência à violência na Colômbia fazendo um personagem dizer: "Sabe, há um grande sindicato do crime na Colômbia. Então, quando eles dizem que há um pouco de Juan Valdez em cada lata, talvez eles não estejam brincando". O processo foi arquivado depois que Peters se desculpou publicamente.

## Galeria

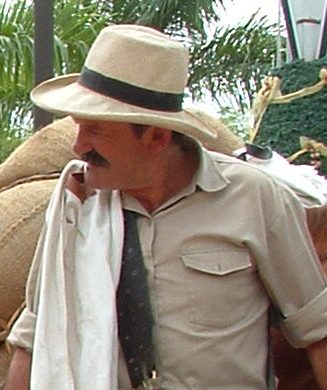
Um ator interpreta Juan Valdez no Parque Nacional do Café em Montenegro, Colômbia.
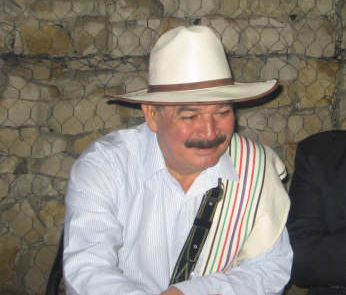
Carlos Sanchez, o "velho" Juan Valdez.